# Campionato Cadetti
Il Campionato Cadetti era un torneo calcistico istituito dalla Lega Nazionale nel 1954.
Questo campionato era stato istituito dalla F.I.G.C. nel 1912 con la denominazione Campionato Riserve per poter inserire le seconde squadre delle società di Prima Categoria tolte dalla Seconda categoria con l'istituzione del campionato di Promozione.
Era il campionato dalle seconde squadre delle società professionistiche partecipanti ai campionati di Serie A e Serie B che erano obbligate a disputarlo.
Alle società professionistiche partecipanti era concesso di utilizzare non più di 3 giocatori che avevano disputato la gara domenicale, in modo da permettere loro di mettere alla prova i giocatori da portare in panchina la domenica.
Tutte le gare venivano disputate in settimana nelle giornate di mercoledì e giovedì.
Dopo aver subìto una fondamentale variazione nella stagione 1960-1961 (che peraltro non permise che si concludesse con un vincitore, non essendosi potuto disputare, per mancanza di tempo, il turno finale tra le vincenti dei sette gironi) aprendosi alla Lega Nazionale Semiprofessionisti, nella stagione 1961-1962 il torneo riprese la sua formula originale limitato alle società di Serie A e di Serie B (cinque gironi di cui tre di otto squadre e due di sette). Anche in quell'edizione però ci si trovò nella condizione di non poter disputare il turno finale. Il torneo venne definitivamente abolito con l'istituzione del Campionato Primavera.

## Albo d'oro del campionato
- 1954-55 -  Lanerossi Vicenza
- 1955-56 -  Lazio
- 1956-57 -  Milan
- 1957-58 -  Fiorentina
- 1958-59 -  Milan
- 1959-60 - non completato
- 1960-61 - non completato
- 1961-62 - non completato